# Kerstin Haraldson
Kerstin Haraldson (1942 - ) es un botánico, y micólogo sueco.

## Algunas publicaciones
- Haraldson, kerstin. 1978. Anatomy and taxonomy in Polygonaceae subfam. Polygonoideae Meisn. emend. Jaretzky.Univ Almqvist & Wiksell international (distr.) Uppsala : Estocolmo, Nueva York. 95 pp. ISBN 91-554-0745-5
- La abreviatura «Haraldson» se emplea para indicar a Kerstin Haraldson como autoridad en la descripción y clasificación científica de los vegetales.[2]